# ژانگ جینگ‌یی
ژانگ جینگ‌یی (چینی: 张婧仪؛ زادهٔ ۱۰ ژوئیه ۱۹۹۹) بازیگر اهل چین است. او از آکادمی فیلم پکن فارغ‌التحصیل شد. در سال ۲۰۱۸، به شرکت کی.آرتیست پیوست؛ آژانس هنری که با همکاری چن کون و ژو شون تأسیس شده است. ژانگ جینگ‌یی بیشتر به خاطر ایفای نقش در مجموعه‌های تلویزیونی عاشق شدن (۲۰۲۱) در نقش مو وان‌چینگ، فندک و شاهزاده خانم (۲۰۲۲) در نقش ژو یون که شهرت جهانی برای او به ارمغان آورد و شکوفه‌ها در زمان سختی‌ (۲۰۲۴) در نقش هوا ژی شناخته می‌شود.

## فیلم‌شناسی

### فیلم
| سال  | عنوان                         | عنوان چینی     | نقش          | منابع |
| ---- | ----------------------------- | -------------- | ------------ | ----- |
| ۲۰۲۱ | عشق ما را از هم جدا خواهد کرد | 我要我们在一起 | Ling Yiyao   | [ ۳ ] |
| ۲۰۲۱ | ۱۹۲۱                          | 1921           | سونگ می لینگ | [ ۴ ] |
| ۲۰۲۱ | همه چیز دربارهٔ مادرم          | 关于我妈的一切 | لی شیائومی   | [ ۵ ] |
| ۲۰۲۲ | دیکتاتور بزرگ                 | 地球最后的导演 |              |       |
| ۲۰۲۳ | شمشیر پنهان                   | 无名           | خانم فانگ    | [ ۶ ] |
| ۲۰۲۳ | خدا به همرات                  | 人生路不熟     | ژو وی‌یو      | [ ۷ ] |
| ۲۰۲۳ | داستان شب                     | 长沙夜生活     | هه شی‌شی      | [ ۸ ] |
| ۲۰۲۴ | دلم برات تنگ شده              | 被我弄丢的你   | وانگ جین‌جین  | [ ۹ ] |
| ۲۰۲۵ | تک                            | 独一无二       | خانم یو      |       |

### مجموعه تلویزیونی
| سال  | عنوان                | عنوان چینی     | نقش             | شبکه        | منابع  |
| ---- | -------------------- | -------------- | --------------- | ----------- | ------ |
| ۲۰۲۰ | تلاش برای جوانی      | 风犬少年的天空 | لی آن‌ران        | بیلیبیلی    | [ ۲ ]  |
| ۲۰۲۱ | ایمان بزرگت می‌کند    | 理想照耀中国   | ژانگ هوامی      | هونان تی‌وی  | [ ۱۰ ] |
| ۲۰۲۱ | عاشق شدن             | 一见倾心       | مو وان‌چینگ      | یوکو        | [ ۱۱ ] |
| ۲۰۲۲ | دوشیزه دی بزرگ       | 了不起的D小姐  | دینگ یی‌چینگ     | آی‌چی‌یی      | [ ۱۲ ] |
| ۲۰۲۲ | فندک و شاهزاده خانم  | 点燃我，温暖你 | ژو یون          | یوکو        | [ ۱۳ ] |
| ۲۰۲۳ | چشمان روشن در تاریکی | 他从火光中走来 | نان چو          | آی‌چی‌یی      | [ ۱۴ ] |
| ۲۰۲۴ | شکوفه‌ها در زمان سختی‌ | 惜花芷         | هوا ژی          | یوکو        | [ ۱۵ ] |
| ۲۰۲۵ | افسانه زانگ های      | 藏海传         | شیانگ آن تو     | یوکو        | [ ۱۶ ] |
| ۲۰۲۵ | تولد دوباره          | 焕羽           | چیائو چینگ یو   | تنسنت ویدئو | [ ۱۷ ] |
| ن/م  | Chasing Dreams       | 梦花廷         | تی لان / زی زان | تنسنت ویدئو |        |